# Saint-Maurice-le-Girard

Saint-Maurice-le-Girard este o comună în departamentul Vendée, Franța. În 2009 avea o populație de 595 de locuitori.